# Ray Kennedy
Raymond ”Ray” Kennedy, född 28 juli 1951 i Seaton Delaval i Northumberland, död 30 november 2021, var en engelsk fotbollsspelare.
Kennedy började spela fotboll i Port Vale, men som 16-åring fick han av tränaren Stanley Matthews veta att han inte var tillräckligt bra för att bli professionell fotbollsspelare. Han återvände därför till nordöstra England och spelade amatörfotboll samtidigt som han jobbade i en godisfabrik.
1968 upptäcktes han av Arsenal, där han kom att bilda ett radarpar tillsammans med John Radford i anfallet. I september 1969 gjorde han A-lagsdebut i Mässcupen mot Glentoran. Arsenal gick hela vägen till final, där Kennedy kom in som avbytare och gjorde ett viktigt mål mot Anderlecht på bortaplan. Arsenal vann sedan returmatchen och tog sin första titel på många år. Säsongen 1970/71 missade Kennedy bara en match och blev även klubbens bäste målskytt. I sista ligamatchen gjorde han segermålet mot Tottenham, vilket gjorde att Arsenal säkrade segern i ligan. Fem dagar senare fullbordade man "dubbeln" genom att besegra Liverpool i FA-cupfinalen. Året efter började Kennedy på bänken när Arsenal förlorade FA-cupfinalen mot Leeds United.
Han spelade dock de flesta matcherna fram till 1974, då han såldes till Liverpool för 180 000 pund. Detta visade sig bli Liverpoolmanagern Bill Shanklys sista värvning. Shankly slutade samma dag som övergången blev klar. I Liverpool, som hade anfallare som Kevin Keegan och John Toshack, skulle Kennedy inte få många chanser som anfallare. Den nye tränaren, Bob Paisley, hade dock andra planer. Han placerade Kennedy till vänster på mittfältet, en position där han kom att fira stora triumfer. Han kom bland annat att spela 17 landskamper för England som mittfältare.
Med Liverpool vann Kennedy både ligan och UEFA-cupen 1976 (han gjorde ett mål i UEFA-cupfinalen mot Club Brugge KV) och året efter var han nära att upprepa dubbeln från 1971. Efter att ha säkrat segern i ligan, mötte man Manchester United i FA-cupfinalen. Det blev dock förlust med 2–1, sedan Kennedy varit ett ribbskott från att ta matchen till förlängning. Istället vann Liverpool Europacupen för första gången efter seger med 3–1 över Borussia Mönchengladbach. Kennedy vann Europacupen ytterligare två gånger med Liverpool, 1978 och 1981. Han vann även ligan ytterligare två gånger samt Ligacupen en gång.
Kennedy lämnade Liverpool 1982 för att spela i Swansea City, där hans gamla lagkamrat John Toshack var tränare. I Swansea spelade ytterligare två gamla Liverpoolhjältar, Tommy Smith och Ian Callaghan. Det slutade dock med att Toshack anklagade Kennedy för att inte göra sitt bästa. I själva verket var det Kennedys sjukdom, Parkinson, som började göra sig alltmer påmind. Han försökte återuppta karriären i Hartlepool United, men hans tillstånd försämrades och han var tvungen att ge upp karriären 1984.
Efter spelarkarriären hade Kennedy en kort sejour som tränare i Sunderland. Han har sedan samlat in pengar för forskning om och behandling av Parkinson. Kennedy har även haft ekonomiska svårigheter och var tvungen att sälja sina medaljer.